# Итальянская народная партия (1994)
Итальянская народная партия (итал. Partito Popolare Italiano) — итальянская левоцентристская партия христианско-демократического направления, существовавшая с 1994 по 2002 год.

## История
22 января 1994 года во Дворце съездов в Риме состоялась учредительная ассамблея новой Итальянской народной партии, на которой с программными речами выступила избранная председателем партии Роза Руссо-Ерволино и секретарь Мино Мартинаццоли (оба политика были последними, кто занимал аналогичные должности в распавшейся после операции «Чистые руки» и связанных с ней коррупционных скандалов Христианско-демократической партии). Идеологически партия оформилась в качестве левоцентристской силы, заявлялась забота о развитии итальянской провинции, продвижении через партийные структуры во власть женщин и молодёжи. Печатным органом организации стала газета Il Popolo, «унаследованная» от прежней Итальянской народной партии. Помимо этого указания, в заголовке газеты также содержится ссылка на ветерана антифашистской борьбы Джузеппе Донати как на основателя газеты.
На парламентские выборы 1994 года в Сенат ИНП пошла единым списком с «пактом Сеньи» под названием «Пакт за Италию» (блок получил 16,69 % голосов и 31 сенаторское место), а в Палате депутатов ИНП получила поддержку 11,07 % избирателей и 29 мест.
ИНП объявила об оппозиции правительству Сильвио Берлускони, но поддержала следующее правительство, во главе с Ламберто Дини. В мае 1994 года Рокко Буттильоне занял кресло национального секретаря партии, а весной 1995 года выступил с инициативой о политическом альянсе с правоцентристами, которая привела к расколу ИНП. В марте 1995 года Национальный совет ИНП избрал новым секретарём Джерардо Бьянко, после чего Буттильоне со своими сторонниками вышел из ИНП и основал новую партию под названием Объединённые христианские демократы. В 1995 году Итальянская народная партия вошла в коалицию Оливковое дерево и в её составе приняла участие в парламентских выборах 1996 года, получив 55 мест в Палате депутатов и 26 — в Сенате, а затем ИНП вошла в первое правительство Проди (министром обороны стал Беньямино Андреатта, а министром здравоохранения — Рози Бинди). Тем не менее, на европейские выборы 1999 года партия пошла собственным списком, за который проголосовали 4,2 % избирателей, а ИНП получила 4 места в Европарламенте из 87, предназначенных Италии.
В октябре 2000 года ИНП вошла в число организаторов коалиции «Маргаритка», а в 2002 году, когда блок реорганизовался в партию, вошла в её состав и прекратила самостоятельное существование.

## Секретари
- Мино Мартинаццоли (Mino Martinazzoli, январь 1994 — март 1994)
- Рокко Буттильоне (Rocco Buttiglione, июль 1994 — июль 1995)
- Джерардо Бьянко (Gerardo Bianco, июль 1995 — январь 1997)
- Франко Марини (Franco Marini, январь 1997 — октябрь 1999)
- Пьерлуиджи Кастаньетти (Pierluigi Castagnetti, октябрь 1999 — март 2002)